# Tauala elongata
Tauala elongata — вид из семейства пауков-скакунов (Salticidae). Описание произведено по самцу, обнаруженному на острове Тайвань. Видовой эпитет elongata дан из-за овально-вытянутого брюшка. Внешне Tauala elongata напоминает представителей близкого вида из Австралии — Tauala lepidus, отличаясь от них деталями строения цимбиума (мужского копулятивного аппарата), вздутыми голенями первой пары ходных ног и отсутствием отметин на спинной стороне брюшка.